# Ameca splendens
Pour les articles homonymes, voir Ameca.
Genre
Espèce
Statut de conservation UICN

 CR B1ab+2ab : 
En danger critique
Ameca splendens est une espèce de poissons de la famille des Goodeidae, et ce sont de vrais vivipares. C'est la seule espèce du genre Ameca (monotypique).
Le nom du genre « Ameca » fait référence au nom de la rivière où l’espèce était confinée. Le nom de l’espèce « splendens » signifie « brillant » et se rapporte aux couleurs du mâle.

## Habitat
L'espèce Ameca splendens a été décrite en 1971 par Miller et Fitzsimons. Cette espèce se rencontrait dans la rivière Ameca et son affluent la rivière Teuchitlán au Mexique. Ces rivières sont situées dans l’ouest du pays et vont se jeter dans l’océan Pacifique. La rivière Ameca coule tout près de la ville de Puerto Vallarta. C'étaient des rivières aux eaux claires, avec un fond rocheux et beaucoup de végétation. Ameca splendens aime les eaux plutôt chaudes, entre 26 et 32 °C. Par contre, en aquarium, il se contente d’une eau variant entre 18 et 25 °C.

## Description
Ce poisson a une apparence massive et robuste. Le mâle mesure 6 à 8 cm et la femelle, entre 7 et 12 cm. Les nageoires du mâle sont plus grandes que celles de la femelle. Il est plus massif et sa nageoire caudale est aussi plus longue que chez la femelle. La nageoire caudale du mâle est divisée en 3 croissants de couleur distincte. Le croissant externe est jaune-orangé brillant, celui du centre est noir et la base de la queue est de couleur blanc crème. Les nageoires anales, pectorales et pelviennes sont aussi de couleur jaune-orangé. La nageoire dorsale est grise et peut présenter des marges plus ou moins larges de couleur jaune. Le corps du mâle présente des écailles brillantes qui réfléchissent des teintes de bleu turquoise. La tête et l’abdomen sont jaune doré. Le dos est plutôt brun olive. La femelle est vert jaunâtre sur tout le corps et présente seulement quelques écailles aux reflets bleu turquoise sur les flancs.

## Reproduction

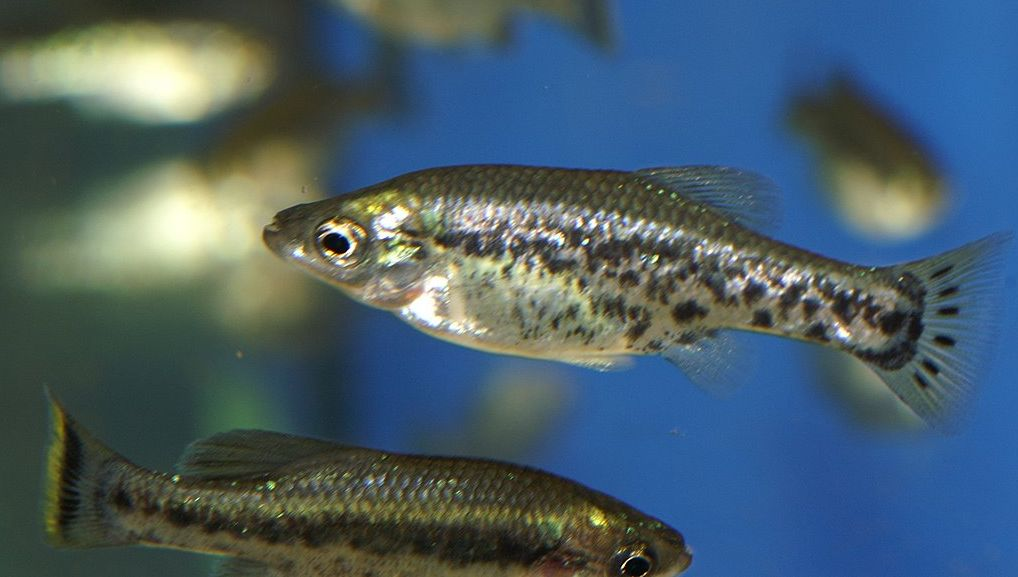
Couple d’Ameca splendens femelle en haut et mâle en bas avec le liseré jaune caudale.

La reproduction en aquarium ne présente pas de difficultés particulières. Contrairement à ce qui est observé chez les Poeciliidae, les mâles Ameca splendens ne possèdent pas de spermatophores et les femelles n’emmagasinent pas de sperme. Chaque fertilisation mène à une portée d’alevins. Chez les Poeciliidae, une fertilisation peut mener à plusieurs pontes consécutives. La nageoire anale du mâle présente une petite entaille. Les mâles de la famille des Goodeidae n’ont pas un gonopodes comme chez les mâles des Poeciliidae. C’est ce qui fait la différence entre ces deux familles. L’intervalle entre chaque portée est plus grande que chez les Poeciliidae. En aquarium, le temps minimum observé entre deux pontes est d’environ 54 jours. Une portée est composée en moyenne de sept alevins, mesurant 14 mm chacun. Comme chez les autres membres des Goodeidae, les femelles Ameca splendens ne possèdent qu’un seul ovaire. À la naissance, les petits présentent entre deux et cinq trophotaeniae. Ce sont des structures en forme de ruban situées à la base de l’anus. Les trophotaeniae permettent à la femelle d’échanger des éléments nutritifs avec les alevins durant leur séjour dans le ventre de leur mère. Les trophotaeniae tombent d’eux-mêmes après 24 ou 36 heures.

## Alimentation
L’intestin d’Ameca splendens est très long, mesurant quatre fois et demi la longueur totale du poisson. Ces poissons n’ont pratiquement pas d’estomac. Ces caractéristiques indiquent qu’ils sont herbivores. Ils acceptent toutefois très bien la nourriture d’origine animale.

## Comportement
Cette espèce n’est pas particulièrement agressive. Les mâles peuvent parfois rivaliser entre eux et devenir territoriaux mais sinon, ils sont relativement paisibles. Ameca splendens, ainsi que d’autres membres de la famille des Goodéidae, a une particularité intéressante. Pendant les interactions agressives, les yeux des poissons, mâles et femelles, changent de couleur. L’iris de l’œil présente alors une ligne noire verticale qui passe au travers de la pupille. L’individu qui « perd » le combat présente un œil complètement noir (iris et pupille), il en est de même lorsque les deux individus sont de forces égales. Les yeux complètement noirs sont une indication que le poisson abandonne l’idée de combattre. Il est préférable de transporter cette espèce en ne mettant qu'un seul individu par sac. En effet ces poissons ont tendance à s’agiter et peuvent se blesser s’ils sont en groupe dans un même sac et ce d'autant plus que le transport dure longtemps.

## Menaces et conservation
L'UICN (24 janvier 2023) classe l'espèce en catégorie CR (en danger critique) dans la liste rouge des espèces menacées depuis 2019. Victime de la pollution et de la fragmentation de son habitat, l'"Ameca splendes" est aussi désormais concurrencé par des espèces invasives telles que le Poecilia mexicana, le Pseudoxiphophorus bimaculatus  et le Xiphophorus hellerii. Considéré comme une espèce éteinte à l'état sauvage en 1994, mais des spécimens ont depuis été aperçus au Mexique.